# پل میستر
پل میستر (انگلیسی: Paul Meister; ۲۰ ژانویهٔ ۱۹۲۶ – ۱۷ دسامبر ۲۰۱۸) ورزشکار شمشیربازی اهل سوئیس بود.
وی در مسابقات کشوری و بین‌المللی در مجموع برندهٔ ۱ مدال برنز شده‌است.